# Scopula gypsaria
Scopula gypsaria är en fjärilsart som beskrevs av Jean Baptiste Boisduval 1840. Scopula gypsaria ingår i släktet Scopula och familjen mätare. Inga underarter finns listade.